# Laughton (South Kesteven)
Laughton – osada w Anglii, w Lincolnshire. Laughton jest wspomniana w Domesday Book (1086) jako Loctune.